# گروسویلسدورف
گروسویلسدورف (به آلمانی: Großwilsdorf) یک منطقهٔ مسکونی در آلمان است که در ناومبورگ واقع شده‌است.